# Medikán

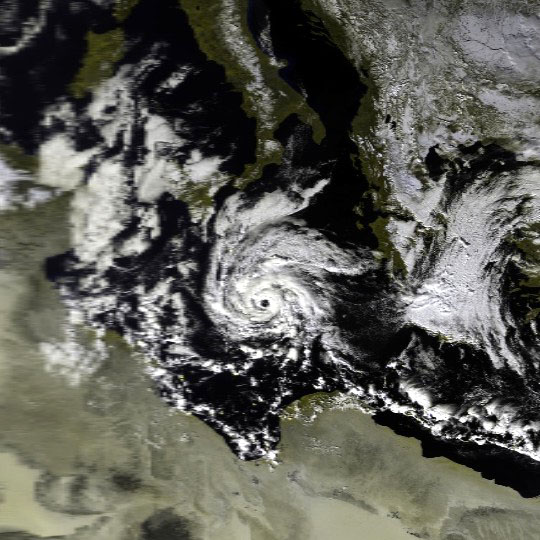
Satelitní snímek medikánu z 16. ledna 1995

Medikán je meteorologický jev, který lze pozorovat nad Středozemním mořem. Jedná se o výraznou cyklónu neboli tlakovou níži, která získá nad vodami Středozemního moře subtropické nebo tropické charakteristiky. Medikány mají průměr několik málo stovek kilometrů (kvůli malé rozloze moře) a objevují se ve Středomoří, případně Černomoří, obvykle jednou až dvakrát za rok. Děje se tak zejména v období od září do ledna, kdy jsou povrchové vody ve Středomoří teplejší než obvykle a zároveň se často objevují běžné tlakové níže se studeným jádrem v oblasti Středozemního moře. Na satelitních fotografiích připomíná svým vzhledem tropickou cyklónu. V centru tohoto jevu bývá též typická kruhová oblast s klidnějším počasím, takzvané oko. V bezprostředním okolí centra je rychlost větru maximální a v ojedinělých případech zde může dosáhnout síly orkánu. Nejsilnější medikány mohou dosáhnout síly hurikánu 1. kategorie, známými příklady jsou medikány Zorbas a Ianos, které zasáhly v plné síle Řecko.
Medikány se projevují zejména přívalovými srážkami a silným větrem doprovázeným vysokými vlnami. Jejich vznik a rozvoj umožňují podobné fyzikální mechanizmy, jaké stojí u zrodu tropických cyklón: poruchy počasí, vysoká vlhkost vzduchu a jeho relativně malý pohyb. Velmi teplá voda moře není úplně důležitá ke vzniku medikánu. Příkladem je medikán Leucosia, kdy teploty vod měly okolo 16 °C.
Vzhledem k postupujícímu oteplování ve Středomoří se podle predikce IPCC (Mezinárodní panel vydávající pravidelné zprávy o změně klimatu) dá očekávat častější výskyt silných medikánů, a naopak menší četnost slabších bouří tohoto typu.
Výraz medikán vznikl jako kombinace anglického slova Mediterranean čili „středozemní“ a „hurikán“.

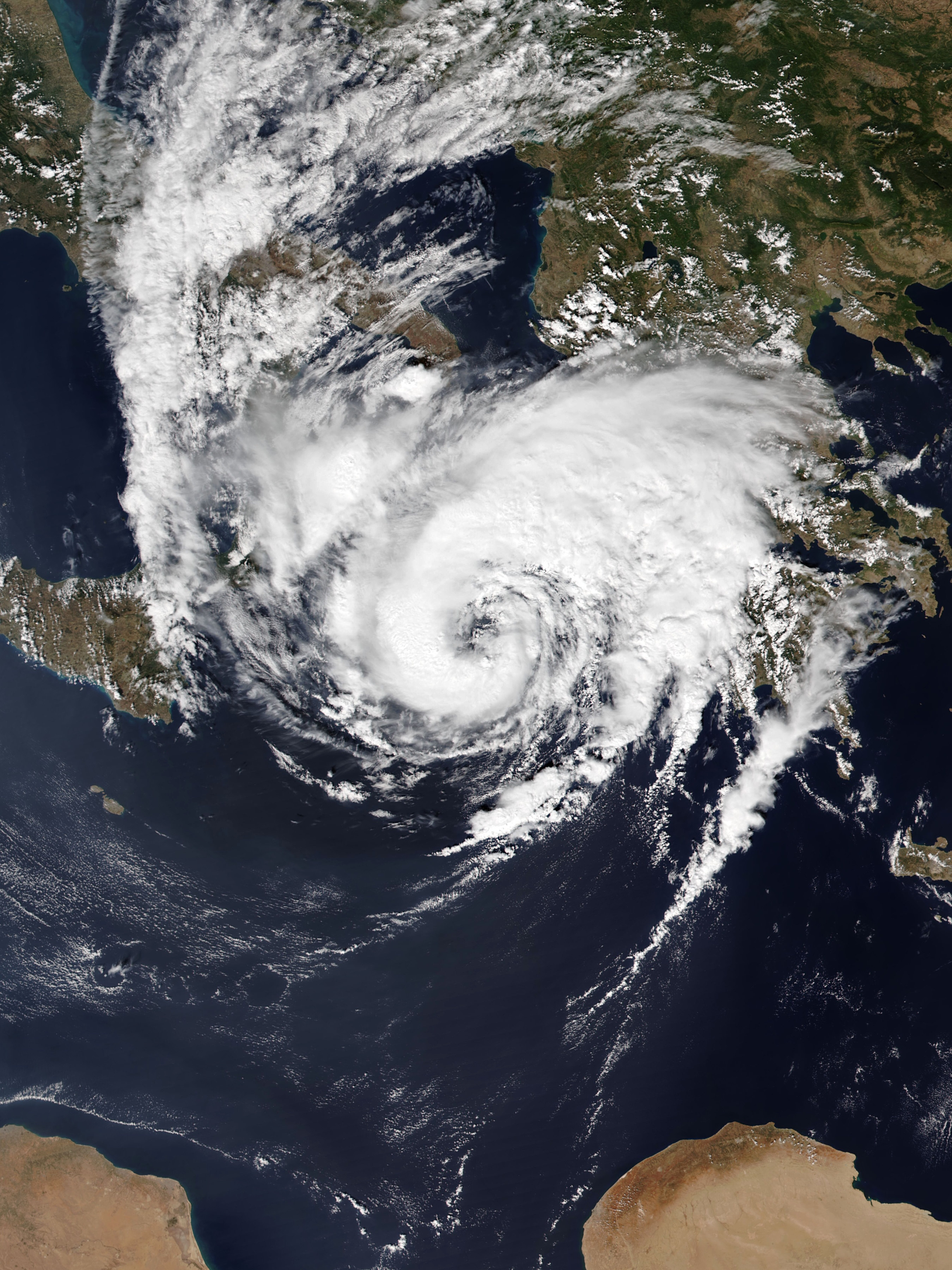
Snímek silného medikánu ze 17. září 2020

## Známé medikány
- 1995 Medikán Celeno
- 2011 Tropická bouře Rolf[6]
- 2014 Medikán Qendresa
- 2016 Medikán 90M/Trixi
- 2017 Medikán Numa
- 2018 Medikán Zorbas[7]
- 2019 Medikán Detlef[8]
- 2020 Medikán Ianos[9]
- 2021 Medikán Apollo[10]
- 2023 Bouře Daniel

### Ostatní systémy
- 22.–27. září 1969
- Leucosia 24.–27. ledna 1982
- Cornelia 7.–11. října 1996
- Querida 25.–27. září 2006
- 01M, 20.–22. září 2018
- Scott, 24.–27. října 2019[3]
- 02M/David, 20.–22. listopadu 2020
- 03M/Elaina, 14.–17. prosince 2020
- Blas, 5.–18. listopadu 2021
- 01M, 15.–20 října 2022
- Hannelore, 22. ledna 2023
- Juliette, začátek března 2023